# Alice Verlet
Pour les articles homonymes, voir Verlet.
Alice Verlet, née Alice Vander Heyde en 1873 en Belgique et morte le 14 février 1930 à Uccle, est une chanteuse d'opéra soprano colorature d'origine belge, principalement active en France.

## Biographie
Née Alice Vander Heyde, Alice Verlet chante les rôles principaux aux opéras de Lyon, Nice, Monte-Carlo, au Her Majesty's Theatre à Londres, à La Monnaie à Bruxelles, à l'Opéra de Paris et à l'Opéra-Comique. Aux États-Unis, elle est surtout connue comme chanteuse de concert et a surtout enregistré chez Edison Disc Record.
Elle meurt « inopinément » en février 1930 à Uccle et est inhumée trois jours plus tard dans le caveau de la famille Vander Heyde, au cimetière d'Uccle,,. Un avis de décès paraît le lendemain dans le journal belge Le Soir.